# Уэллс (лунный кратер)
Кратер Уэллс (лат. H. G. Wells) — большой древний ударный кратер в северном полушарии обратной стороны Луны. Название присвоено в честь английского писателя и публициста Герберта Уэллса (1866—1946) и утверждено Международным астрономическим союзом в 1970 г. Образование кратера относится к донектарскому периоду.

## Описание кратера

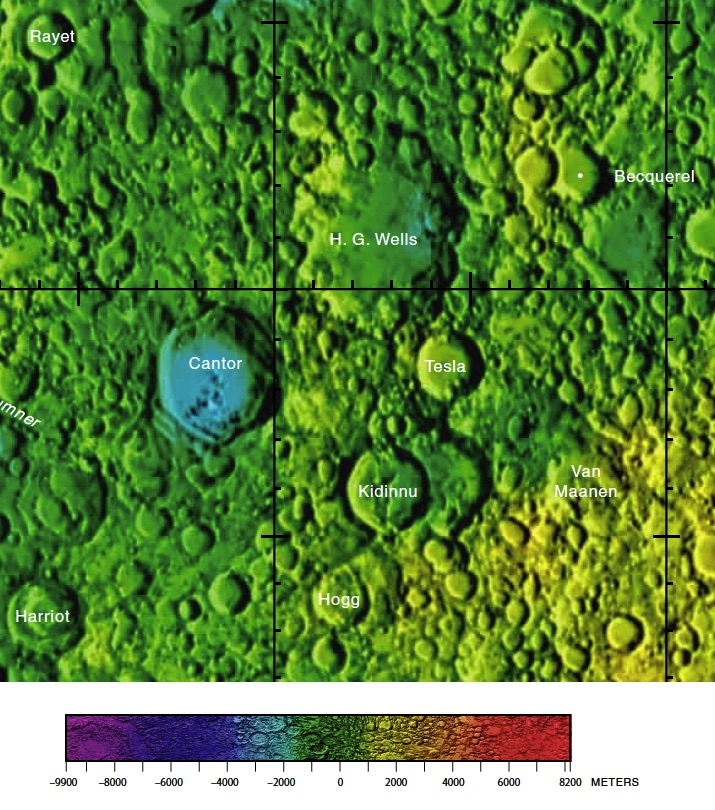
Окрестности кратера Уэллс. Фрагмент карты обратной стороны Луны.

Ближайшими соседями кратера Уэллс являются кратер Милликен на севере; кратер Беккерель на востоке; кратер Тесла на юго-востоке и кратер Кантор на юго-западе. Селенографические координаты центра кратера 40°50′ с. ш. 122°38′ в. д. / 40,84° с. ш. 122,63° в. д., диаметр 108,9 км, глубина 2,9 км
Кратер Уэллс имеет близкую к циркулярной форму и практически полностью разрушен. Вал сглажен и перекрыт множеством кратеров различного размера и фактически превратился в кольцо отдельно стоящих пиков и хребтов. Дно чаши относительно ровное, вероятно выровнено лавой, испещрено множеством мелких кратеров.

## Сателлитные кратеры

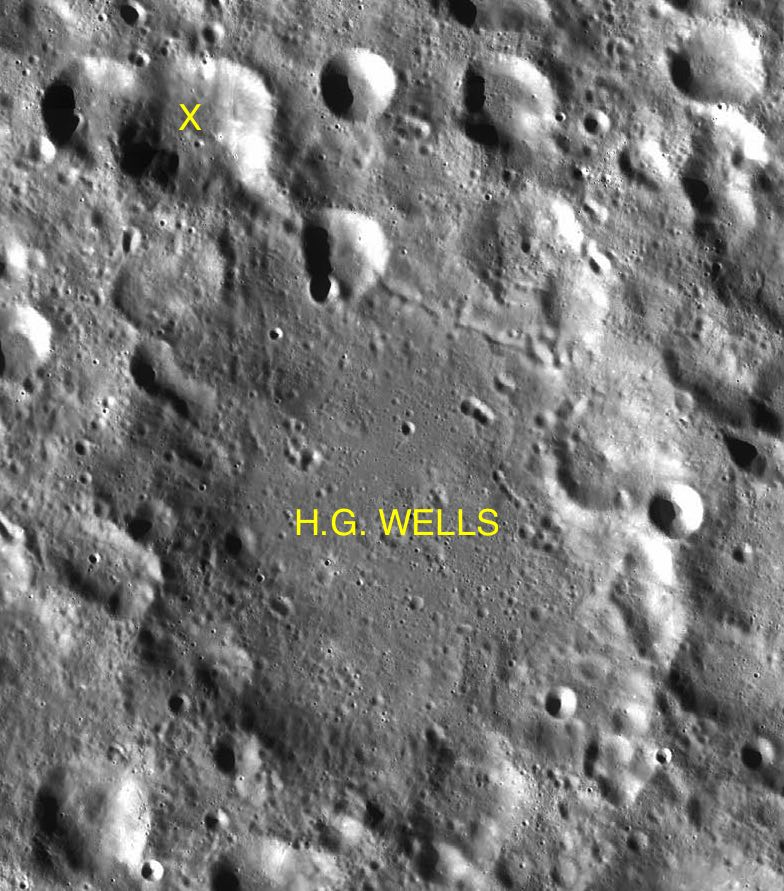
Фрагмент карты LAC-30.

| Уэллс | Координаты                                              | Диаметр, км |
| ----- | ------------------------------------------------------- | ----------- |
| X     | 43°08′ с. ш. 121°23′ в. д. / 43,14° с. ш. 121,39° в. д. | 27,5        |

## См.также
- Список кратеров на Луне
- Лунный кратер
- Морфологический каталог кратеров Луны
- Планетная номенклатура
- Селенография
- Минералогия Луны
- Геология Луны
- Поздняя тяжёлая бомбардировка